# Прустит

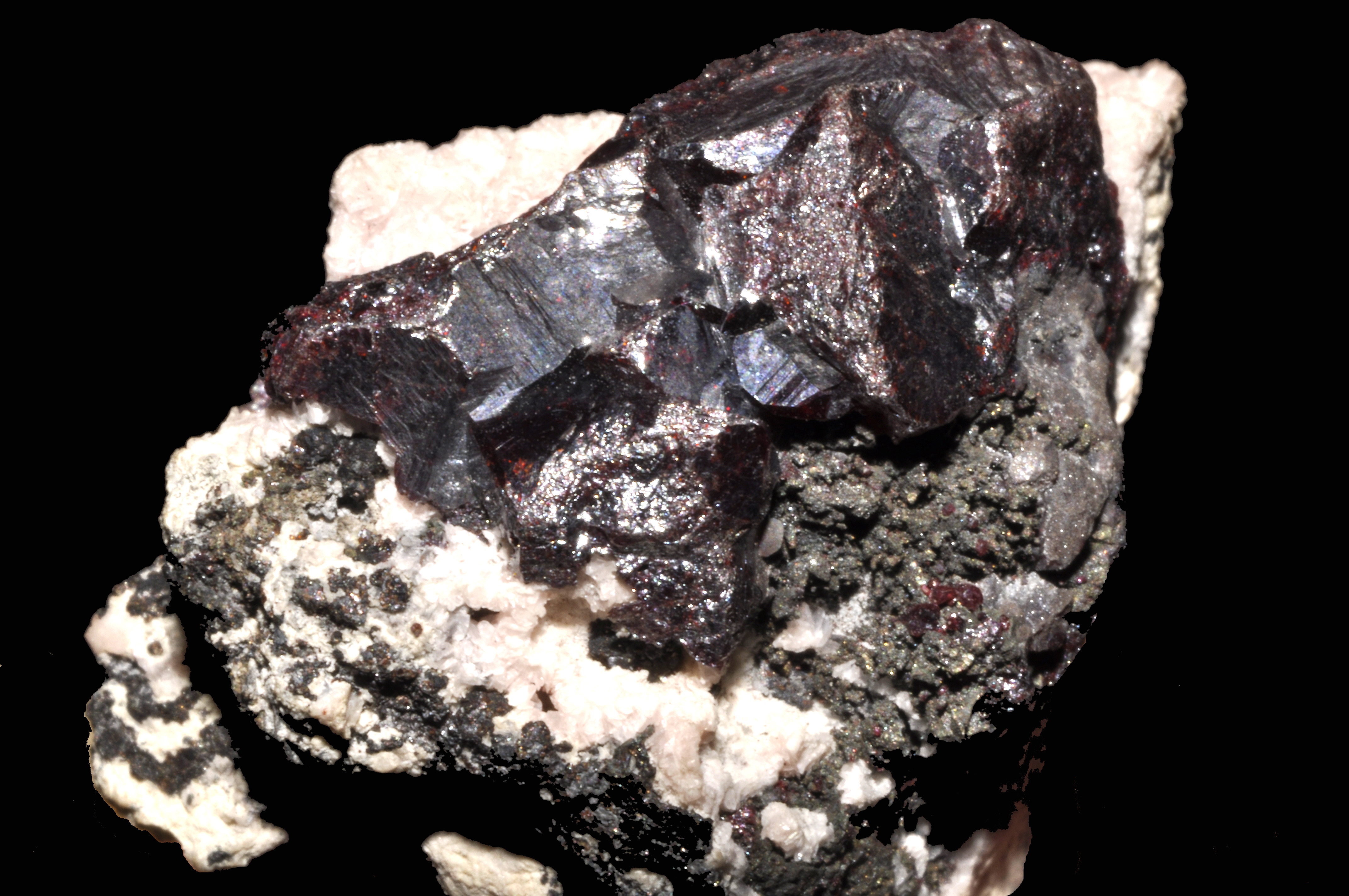
Прустит

Прустит — мінерал, арсенова сульфосіль срібла.

## Загальний опис
Хімічна формула: Ag3AsS3. Містить (%): Ag — 65,4, As — 15,14 %; S — 19,44. Ag може ізоморфно заміщатися Sb в співвідношенні As: Sb = 6:1.
Сингонія тригональна.
Структура аналогічна піраргіриту. Вид дитригонально-пірамідальний.
Утворює зернисті агрегати, ромбоедричні кристали розміром до 7,5 см, нерідко зростки.
Твердість 2-2.5.
Густина 5.6.
Колір червоний.
Блиск алмазний.
Риса цегельно-червона.
Злам раковистий. Крихкий.
Менш поширений, ніж піраргірит.
Зустрічається головним чином в кальцитових жилах низькотемпературних гідротермальних срібно-поліметалічних родовищ зі сріблом, піраргіритом, сульфідами і сульфосолями срібла. Асоціює з арсенідами нікелю і кобальту, сріблом, бляклими рудами. Гіпергенний П. утворюється в зоні вторинного сульфідного збагачення при окисненні срібних родовищ. Руда срібла.
Від прізвища французького хіміка Жозефа Пруста.
Синоніми: рубінове срібло, рубінова обманка, срібна обманка, світла червона срібна руда.